# Окленд (Небраска)
Окленд (англ. Oakland) — місто (англ. city) в США, в окрузі Берт штату Небраска. Населення — 1369 осіб (2020).

## Географія
Окленд розташований за координатами 41°50′6″ пн. ш. 96°28′1″ зх. д. / 41.83500° пн. ш. 96.46694° зх. д. (41.835081, -96.467051).  За даними Бюро перепису населення США в 2010 році місто мало площу 2,41 км², з яких 2,40 км² — суходіл та 0,00 км² — водойми.

## Демографія
Згідно з переписом 2010 року, у місті мешкали 1244 особи в 528 домогосподарствах у складі 343 родин. Густота населення становила 517 осіб/км².  Було 633 помешкання (263/км²).
Расовий склад населення:
| - 96,0 % — білих - 1,3 % — корінних американців - 0,9 % — азіатів - 0,5 % — чорних або афроамериканців |

До двох чи більше рас належало 1,4 %. Частка іспаномовних становила 0,6 % від усіх жителів.
За віковим діапазоном населення розподілялося таким чином: 25,2 % — особи молодші 18 років, 50,6 % — особи у віці 18—64 років, 24,2 % — особи у віці 65 років та старші. Медіана віку мешканця становила 44,9 року. На 100 осіб жіночої статі у місті припадало 95,6 чоловіків;  на 100 жінок у віці від 18 років та старших — 84,7 чоловіків також старших 18 років.
Середній дохід на одне домашнє господарство  становив 58 456 доларів США (медіана — 52 731), а середній дохід на одну сім'ю — 70 973 долари (медіана — 62 279). Медіана доходів становила 44 167 доларів для чоловіків та 31 719 доларів для жінок. За межею бідності перебувало 15,3 % осіб, у тому числі 25,6 % дітей у віці до 18 років та 9,0 % осіб у віці 65 років та старших.
Цивільне працевлаштоване населення становило 623 особи. Основні галузі зайнятості: освіта, охорона здоров'я та соціальна допомога — 35,8 %, будівництво — 9,3 %, виробництво — 8,5 %, мистецтво, розваги та відпочинок — 8,3 %.